# Давня музика

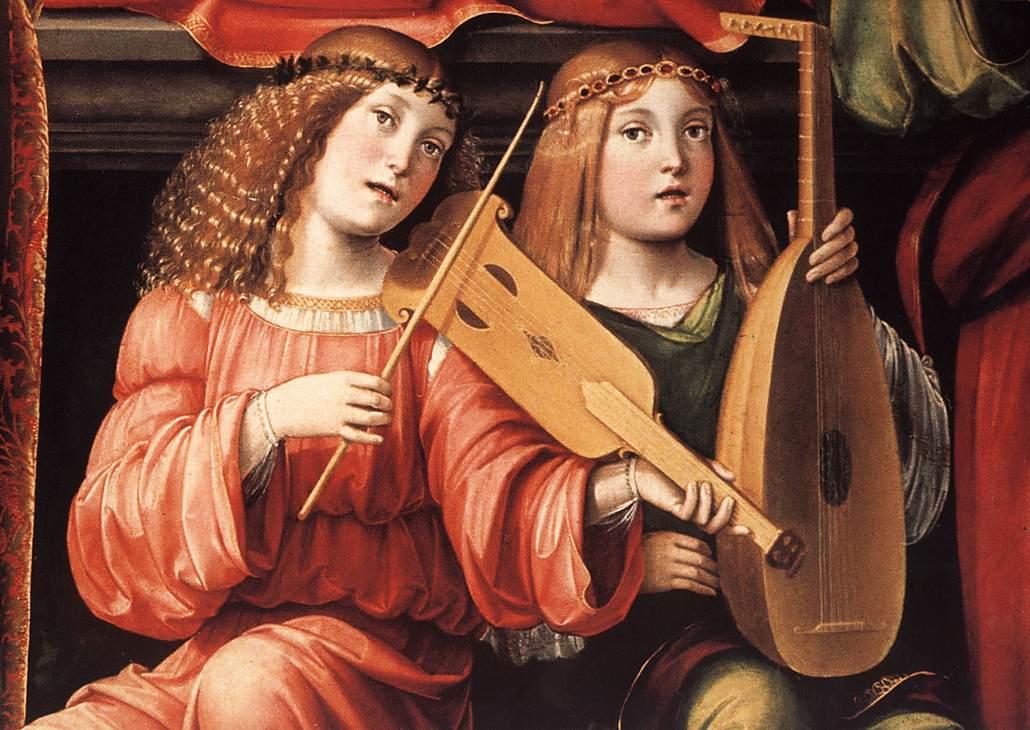
Лютня і скрипка епохи Відродження, зображені в деталях із картини Франческо Франсіа

Давня музика — це широка музична епоха початку Західного музичного мистецтва. Давня музика включає в себе Середньовічну музику (500–1400 рр.) та музику доби Відродження (1400–1600 рр.), може також включати музику бароко (1600–1750 рр.)

## Термінологія
Визначення історичних меж давньої музики різниться. Academy of Ancient Music (Академія стародавньої музики, створена у 1726 році, визначила «стародавньою музикою» ті роботи, які написані композиторами до кінця XVI століття. Йоганес Брамс і його сучасники вважали б, що Давня музика починається від Високого Відродження та закінчується Бароко, тоді як деякі вчені вважають, що Давня музика повинна включати музику Стародавньої Греції або Риму до 500 року. (Період, який зазвичай охоплюється терміном Стародавня музика).  Музичний критик Майкл Кеннеді виключає Бароко, визначаючи Давню музику як «музичні композиції від найдавніших часів до музики епохи Відродження включно».
Музикознавець Томас Форест Келлі вважає, що суть ранньої музики полягає у відродженні «забутого» музичного репертуару і що цей термін переплітається з перевідкриттям старої практики виконання. Згідно з визначенням Британського Національного Центру Давньої Музики, термін «Давня музика» включає як репертуар (європейська музика, написана між 1250 і 1750 роками, що охоплює Середньовіччя, Ренесанс та Бароко), так і давній підхід до виконання цієї музики.
Сьогодні розуміння «Давньої музики» стало включати «будь-яку музику, для якої історично відповідний стиль виконання повинен бути реконструйований на основі збережених партитур, трактатів, інструментів та інших сучасних доказів».

## Відродження Давньої музики

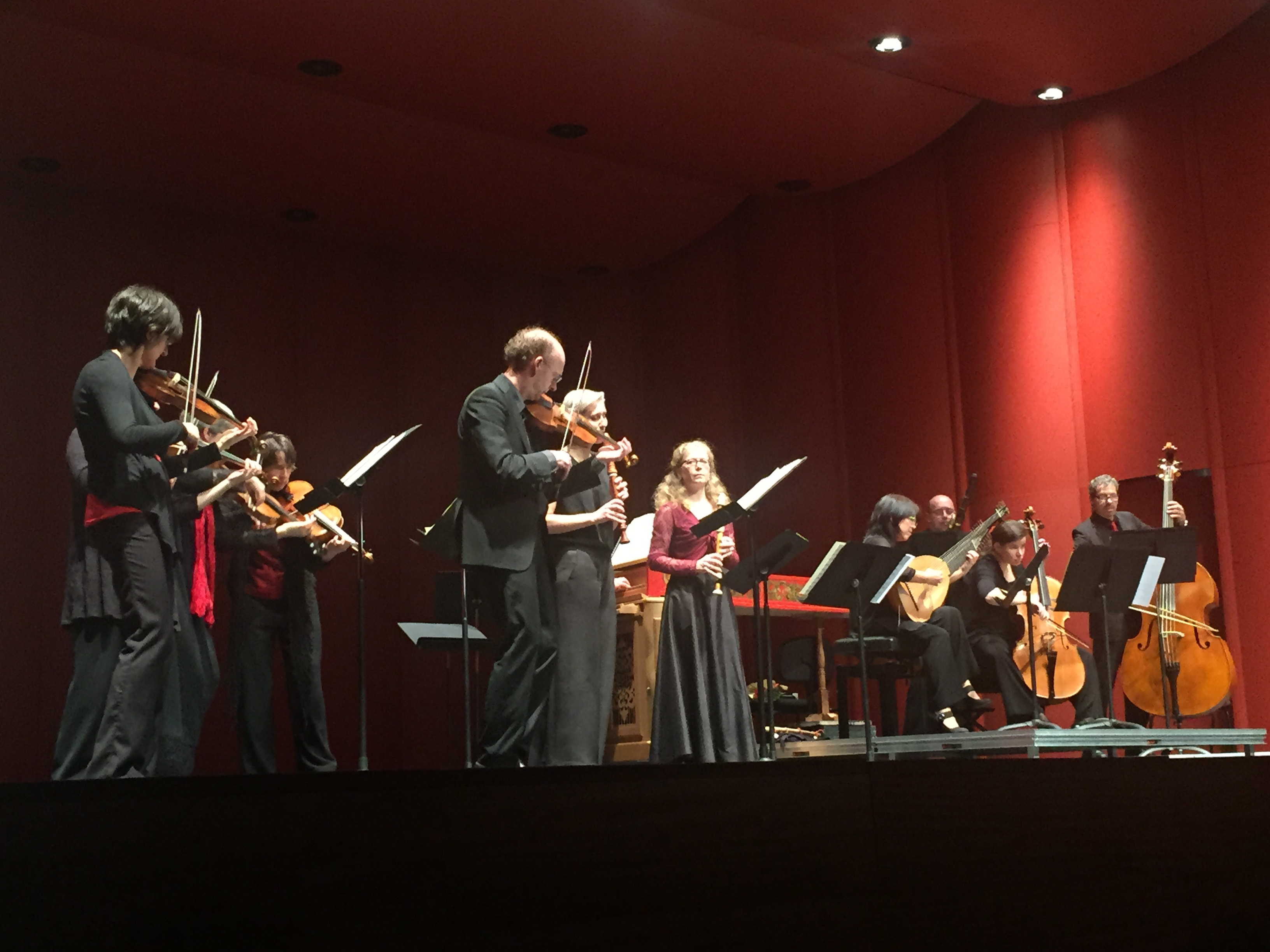
Akademie für Alte Musik Berlin, сучасні виконавці Давньої музики

У XX столітті відродився інтерес до виконання музики епохи Середньовіччя та Ренесансу, сформовалося багато інструментальних консортів (ансамблів) та хорових колективів, що спеціалізувалися на репертуарі Давньої музики. Такі групи як Tallis Scholars, Early Music Consort і Taverner Consort and Players, мали великий вплив на донесення Давньої музики до сучасної аудиторії за допомогою виступів та популярних записів. 

## Практика виконання
Відродження інтересу до Давньої музики породило науковий підхід до її виконання. Шляхом академічного музикознавчого дослідження музичних трактатів, уртекстових видань музичних партитур та інших історичних свідчень виконавці намагаються бути вірними стилю виконання тієї музичної епохи, в якій спочатку задумувався твір. Крім того, спостерігається зростання використання оригінальних інструментів або репродукцій інструментів того періоду як частини виконання Давньої музики, наприклад, відродження клавесину або скрипки.
Практика «історично обгрунтованого виступу», тим не менше, залежить від стилістичного вирішення. За словами Маргарет Бент, музична нотація періоду Ренесансу не є настільки точною, як сучасна партитура, багато чого було залишено для інтерпретації виконавця: «Нотація Ренесансу є недостатньо нормативною за нашими стандартами; при перекладі на сучасну форму вона набуває нормативної ваги, яка занадто конкретизує і спотворює його первісну відкритість. Альтерації ... можуть бути, а можуть і не бути позначені, але те, що вимагає сучасна нотація, тоді було б абсолютно очевидним без нотації для співака, що розуміється в контрапункті».

## Дивіться також
- Історія музики

## Цитати
1. ↑  Haskell, Harry (1988). The Early Music Revival: A History (англ.). Courier Corporation. с. 9. ISBN 9780486291628. Процитовано 28 травня 2018.
2. ↑  Michael Kennedy; Tim Rutherford-Johnson; Joyce Bourne Kennedy (2013). Early music. The Oxford Dictionary of Music (англ.). Oxford and New York: Oxford University Press Oxford. с. 255. ISBN 9780199578542.
3. ↑  Kelly, Thomas Forrest (2011). 1. What does "early music" mean?. Early Music: A Very Short Introduction (англ.). Oxford University Press. с. 1—2. ISBN 9780199831890. Процитовано 28 травня 2018.
4. ↑  About Us. National Centre for Early Music. Архів оригіналу за 9 листопада 2014. Процитовано 14 листопада 2014.
5. ↑  Harry Haskell, "Early Music", The New Grove Dictionary of Music and Musicians, second edition, edited by Stanley Sadie and John Tyrrell. London: Macmillan Publishers, 2001.
6. ↑  Nick Wilson (2013). The Art of Re-enchantment: Making Early Music in the Modern Age (англ.). New York: Oxford University Press USA. с. 76. ISBN 9780199939930. Процитовано 2 березня 2018.
7. ↑  Lawson, Colin; Stowell, Robin (1999). The Historical Performance of Music : An Introduction (вид. 5th printing.). Cambridge: Cambridge University Press. с. 17–18. ISBN 9780521627382.
8. ↑  Margaret Bent, «The Grammar of Early Music: Preconditions for Analysis», p. 25. In Tonal Structures in Early Music, edited by Cristle Collins Judd, 15–59 (Garland Reference Library of the Humanities 1998; Criticism and Analysis of Early Music 1), New York: Garland Publishing, 1998. ISBN 0-8153-2388-3.

## Подальше читання
- Девідсон, Одрі Екдал. 2008 рік. Аспекти ранньої музики та виконавства . Нью-Йорк: AMS Press.ISBN 978-0-404-64601-1 .
- Донінгтон, Роберт. 1989 рік. Інтерпретація ранньої музики, нове перероблене видання. Лондон і Бостон: Фабер і Фабер.ISBN 0-571-15040-3 .
- Епп, Морін та Брайан Е. Пауер (ред.). 2009 рік. Звуки та прикмети виступу в ранній музиці: Нариси на честь Тімоті Дж. Макгі . Фарнхем, Суррей (Велика Британія); Берлінгтон, Вікторія: Ешгейт.ISBN 978-0-7546-5483-4 .
- Хейнс, Брюс. 2007 рік. Кінець ранньої музики: Період виконавської історії музики двадцять першого століття . Оксфорд і Нью-Йорк: Oxford University Press .ISBN 978-0-19-518987-2 .
- Ремнант, М. "Використання ладів на ребеках і середньовічних скрипках", журнал " Галпінське суспільство", 21, 1968, с. 146.
- Remnant, M. and Marks, R. 1980. "Середньовічний" дрібничок " ", Британський музейний щорічник 4, Музика та цивілізація, 83–134.
- Залишок, М. "Музичні інструменти Заходу". 240 стор. Батсфорд, Лондон, 1978. Передруковано Батсфордом у 1989 роціISBN 9780713451696 . Оцифровано Університетом Мічигану 17 травня 2010 р.
- Remnant, Mary (1986). English Bowed Instruments from Anglo-Saxon to Tudor Times. Clarendon Press. ISBN 978-0-1981-6134-9.Remnant, Mary (1986). English Bowed Instruments from Anglo-Saxon to Tudor Times. Clarendon Press. ISBN 978-0-1981-6134-9. Remnant, Mary (1986). English Bowed Instruments from Anglo-Saxon to Tudor Times. Clarendon Press. ISBN 978-0-1981-6134-9.
- Remnant, Mary (1989). Musical Instruments: An Illustrated History : from Antiquity to the Present. 54. Amadeus Press. ISBN 978-0-9313-4023-9.Remnant, Mary (1989). Musical Instruments: An Illustrated History : from Antiquity to the Present. 54. Amadeus Press. ISBN 978-0-9313-4023-9. Remnant, Mary (1989). Musical Instruments: An Illustrated History : from Antiquity to the Present. 54. Amadeus Press. ISBN 978-0-9313-4023-9.
- Рош, Джером та Елізабет Рош. 1981 рік. Словник ранньої музики: від Трубадурів до Монтеверді . Лондон: Faber Music спільно з Faber & Faber; Нью-Йорк: Oxford University Press.ISBN 0-571-10035-X (Велика Британія, тканина);ISBN 0-571-10036-8 (Велика Британія, pbk);ISBN 0-19-520255-4 (США, тканина).
- Шерман, Бернард. 1997 рік. Всередині ранньої музики: розмови з виконавцями . Нью-Йорк: Oxford University Press.ISBN 0-19-509708-4 .
- Стівенс, Денис. 1997 рік. Рання музика, перероблене видання. Музичні путівники Єгуді Менухіна. Лондон: Kahn & Averill.ISBN 1-871082-62-5 . Вперше опубліковано як музикознавство (Лондон: Macdonald & Co. Ltd, 1980).